# Eierhirse

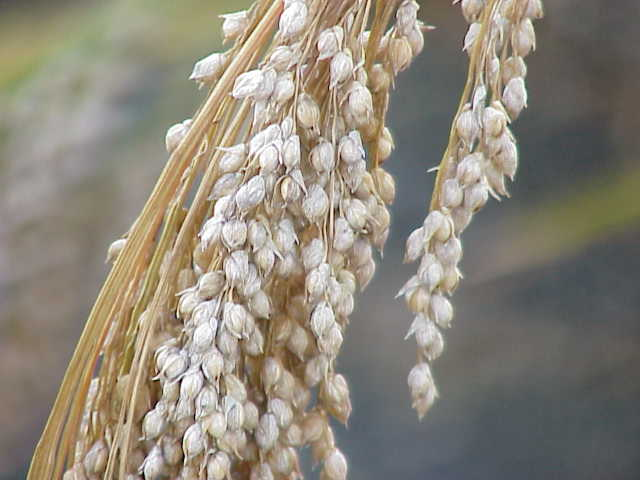
Eierhirse wird sehr häufig aus Silberhirse hergestellt

Als Eierhirse bezeichnet man ein spezielles Gemisch aus Hirse und rohem Eigelb, das insbesondere für die Aufzucht von Jungvögeln verwendet wird.

## Hintergrund
Viele Vögel, die normalerweise überwiegend Sämereien als Nahrung nutzen, füttern ihren Nestlingen nach deren Schlupf aus dem Ei auch Insekten. Diese proteinreiche Nahrung brauchen Jungvögel, um normal heranzuwachsen. In der Nachzucht von Ziervögeln erweist sich dies mitunter als problematisch. So nehmen beispielsweise in Gefangenschaft gehaltene Gouldamadinen die ihnen angebotenen Mehlwurmlarven oder Ameisenpuppen regelmäßig nicht an. In der freien Natur werden jedoch die Jungvögel mit freifliegenden Termiten, Weichkäfern und Spinnen gefüttert. Um sicherzustellen, dass die Jungvögel ausreichend proteinreiches Futter erhalten, wurden in den 1950er Jahren von japanischen Züchtern die Eierhirse entwickelt. 

## Herstellungsweise
Für die Herstellung von Eierhirse werden größere Hirsesorten, die bereits geschält gekauft wurde, etwas angequetscht. Danach wird ein frisches Eigelb verschlagen und mit 100 bis 150 gramm schälter Hirse vermengt. Dünn ausgebreitet wird dieses Gemisch getrocknet und anschließend zerkrümelt. Trocken und kühl aufbewahrte Hirse kann für zwei Wochen verwendet werden. 